# Akrobatické lyžování na Zimních olympijských hrách 2022
Závody v akrobatickém lyžování na Zimních olympijských hrách 2022 proběhnou od 3. do 19. února 2022 ve sportovištích Genting Snow Park a Big Air Shougang v Pekingu.

## Program
Plánovaný program soutěží dle oficiálních stránek.
Finále soutěží jsou vyznačeny tučně.
| Den    | Datum          | Zahájení (UTC+8) | Zahájení (SEČ) | Soutěž                             |
| ------ | -------------- | ---------------- | -------------- | ---------------------------------- |
| den 2  | 3. února 2022  | 18:00            | 11:00          | jízda v boulích ženy               |
| den 2  | 3. února 2022  | 19:45            | 12:45          | jízda v boulích muži               |
| den 4  | 5. února 2022  | 19:30            | 12:30          | jízda v boulích muži               |
| den 5  | 6. února 2022  | 19:30            | 12:30          | jízda v boulích ženy               |
| den 6  | 7. února 2022  | 09:30            | 02:30          | big air ženy                       |
| den 6  | 7. února 2022  | 13:30            | 06:30          | big air muži                       |
| den 7  | 8. února 2022  | 10:00            | 03:00          | big air ženy                       |
| den 8  | 9. února 2022  | 11:00            | 04:00          | big air muži                       |
| den 9  | 10. února 2022 | 19:00            | 12:00          | akrobatické skoky smíšená družstva |
| den 12 | 13. února 2022 | 10:00            | 03:00          | slopestyle ženy                    |
| den 12 | 13. února 2022 | 19:00            | 12:00          | akrobatické skoky ženy             |
| den 13 | 14. února 2022 | 09:30            | 02:30          | slopestyle ženy                    |
| den 13 | 14. února 2022 | 12:30            | 05:30          | slopestyle muži                    |
| den 13 | 14. února 2022 | 19:00            | 12:00          | akrobatické skoky ženy             |
| den 14 | 15. února 2022 | 09:30            | 02:30          | slopestyle muži                    |
| den 14 | 15. února 2022 | 19:00            | 12:00          | akrobatické skoky muži             |
| den 15 | 16. února 2022 | 19:00            | 12:00          | akrobatické skoky muži             |
| den 16 | 17. února 2022 | 09:30            | 02:30          | U-rampa ženy                       |
| den 16 | 17. února 2022 | 11:30            | 04:30          | skikros ženy                       |
| den 16 | 17. února 2022 | 12:30            | 05:30          | U-rampa muži                       |
| den 16 | 17. února 2022 | 15:10            | 08:10          | skikros ženy                       |
| den 17 | 18. února 2022 | 9:30             | 02:30          | U-rampa ženy                       |
| den 17 | 18. února 2022 | 11:45            | 04:45          | skikros muži                       |
| den 17 | 18. února 2022 | 15:55            | 08:55          | skikros muži                       |
| den 18 | 19. února 2022 | 09:30            | 02:30          | U-rampa muži                       |

## Medailové pořadí zemí
| Pořadí | Země                         | Zlato | Stříbro | Bronz | Celkově |
| ------ | ---------------------------- | ----- | ------- | ----- | ------- |
| 1.     | Čína (CHN)                   | 4     | 2       | 0     | 6       |
| 2.     | Spojené státy americké (USA) | 2     | 4       | 2     | 8       |
| 3.     | Švýcarsko (SUI)              | 2     | 1       | 1     | 4       |
| 4.     | Švédsko (SWE)                | 2     | 0       | 2     | 4       |
| 5.     | Austrálie (AUS)              | 1     | 0       | 0     | 1       |
| 5.     | Nový Zéland (NZL)            | 1     | 0       | 0     | 1       |
| 5.     | Norsko (NOR)                 | 1     | 0       | 0     | 1       |
| 8.     | Kanada (CAN)                 | 0     | 3       | 2     | 5       |
| 9.     | Bělorusko (BLR)              | 0     | 1       | 0     | 1       |
| 9.     | Francie (FRA)                | 0     | 1       | 0     | 1       |
| 9.     | Ukrajina (UKR)               | 0     | 1       | 0     | 1       |
| 12.    | Sportovci ROV (ROC)          | 0     | 0       | 3     | 3       |
| 13.    | Estonsko (EST)               | 0     | 0       | 1     | 1       |
| 13.    | Německo (GER)                | 0     | 0       | 1     | 1       |
| 13.    | Japonsko (JPN)               | 0     | 0       | 1     | 1       |
|        | Celkem                       | 13    | 13      | 13    | 39      |

## Medailisté

### Muži
| Disciplína        | Zlato                                    | Výkon                        | Stříbro                                        | Výkon                       | Bronz                                        | Výkon                               |
| ----------------- | ---------------------------------------- | ---------------------------- | ---------------------------------------------- | --------------------------- | -------------------------------------------- | ----------------------------------- |
| akrobatické skoky | Čchi Kuang-pchu · Čína (CHN)             | 129.00                       | Oleksandr Abramenko · Ukrajina (UKR)           | 116.50                      | Ilya Burov · Sportovci ROV (ROC)             | 114.93                              |
| big air           | Birk Ruud · Norsko (NOR)                 | 187,75                       | Colby Stevenson · Spojené státy americké (USA) | 183,00                      | Henrik Harlaut · Švédsko (SWE)               | 181,00                              |
| jízda v boulích   | Walter Wallberg · Švédsko (SWE)          | 83,23                        | Mikaël Kingsbury · Kanada (CAN)                | 82,18                       | Ikuma Horišima · Japonsko (JPN)              | 81,48                               |
| skikros           | Ryan Regez · Švýcarsko (SUI)             | Ryan Regez · Švýcarsko (SUI) | Alex Fiva · Švýcarsko (SUI)                    | Alex Fiva · Švýcarsko (SUI) | Sergey Ridzik · Sportovci ROV (ROC)          | Sergey Ridzik · Sportovci ROV (ROC) |
| slopestyle        | Alex Hall · Spojené státy americké (USA) | 90.01                        | Nick Goepper · Spojené státy americké (USA)    | 86.48                       | Jesper Tjäder · Švédsko (SWE)                | 85.35                               |
| U-rampa           | Nico Porteous · Nový Zéland (NZL)        | 93.00                        | David Wise · Spojené státy americké (USA)      | 90.75                       | Alex Ferreira · Spojené státy americké (USA) | 86.75                               |

### Ženy
| Disciplína        | Zlato                                 | Výkon                             | Stříbro                                       | Výkon                               | Bronz                                                             | Výkon                                                             |
| ----------------- | ------------------------------------- | --------------------------------- | --------------------------------------------- | ----------------------------------- | ----------------------------------------------------------------- | ----------------------------------------------------------------- |
| akrobatické skoky | Sü Meng-tchao · Čína (CHN)            | 108.61                            | Hanna Husková · Bělorusko (BLR)               | 107.95                              | Megan Nick · Spojené státy americké (USA)                         | 93.76                                                             |
| big air           | Eileen Guová · Čína (CHN)             | 188,25                            | Tess Ledeuxová · Francie (FRA)                | 187,50                              | Mathilde Gremaudová · Švýcarsko (SUI)                             | 182,50                                                            |
| jízda v boulích   | Jakara Anthonyová · Austrálie (AUS)   | 83,09                             | Jaelin Kaufová · Spojené státy americké (USA) | 80,28                               | Anastasija Smirnovová · Sportovci ROV (ROC)                       | 77,72                                                             |
| skikros           | Sandra Näslundová · Švédsko (SWE)     | Sandra Näslundová · Švédsko (SWE) | Marielle Thompsonová · Kanada (CAN)           | Marielle Thompsonová · Kanada (CAN) | Daniela Maierová · Německo (GER) Fanny Smithová · Švýcarsko (SUI) | Daniela Maierová · Německo (GER) Fanny Smithová · Švýcarsko (SUI) |
| slopestyle        | Mathilde Gremaudová · Švýcarsko (SUI) | 86.56                             | Eileen Guová · Čína (CHN)                     | 86.23                               | Kelly Sildaruová · Estonsko (EST)                                 | 82.06                                                             |
| U-rampa           | Eileen Guová · Čína (CHN)             | 95.25                             | Cassie Sharpeová · Kanada (CAN)               | 90.75                               | Rachael Karkerová · Kanada (CAN)                                  | 87.75                                                             |

### Smíšené soutěže
| Disciplína                         | Zlato                                                                                    | Stříbro                                                | Bronz                                                         |
| ---------------------------------- | ---------------------------------------------------------------------------------------- | ------------------------------------------------------ | ------------------------------------------------------------- |
| akrobatické skoky smíšená družstva | Spojené státy americké (USA) · Ashley Caldwell · Christopher Lillis · Justin Schoenefeld | Čína (CHN) · Sü Meng-tchao · Jia Zongyang · Qi Guangpu | Kanada (CAN) · Marion Thénault · Miha Fontaine · Lewis Irving |